# Ен-Мебарагесі
Ен-Мебарагесі — цар стародавнього шумерського міста Кіш, який правив близько кінця XXVII століття до н. е.

## Ніппурський царський список
Відповідно до Ніппурського царського списку Ен-Мебарагесі був тим, «хто вразив зброю країни Елам», тобто стверджується, що він вів успішну війну проти міст долини річок Карун і Керхе, оскільки власне об'єднаної держави Елам на той час не існувало. Царський список стверджує також, що Ен-Мебарагесі правив упродовж 900 років.

## Інші джерела
Ен-Мебарагесі був першим шумерським державним діячем, про якого повідомляє не лише «Царський список» й епічні поеми, але й два його власних написи. Один з написів (три рядки) було виявлено на маленькому фрагменті алебастрової вази. Інший — у долині річки Діяла, що може непрямо підтверджувати твердження про війну з Еламом.
Шумерська традиція пов'язує з іменем Ен-Мебарагесі будівництво храму Енліля у Ніппурі.